# Canthidium quadridens
Canthidium quadridens là một loài bọ cánh cứng trong họ Bọ hung (Scarabaeidae).